# Cylloceria alpigena
Cylloceria alpigena là một loài tò vò trong họ Ichneumonidae.